# 스포르팅 클뤼브 드 파리
스포르팅 클뤼브 드 파리(Sporting Club de Paris)는 파리를 연고로 하는 프랑스의 풋살 선수단이다.

## 우승 기록
- 리그

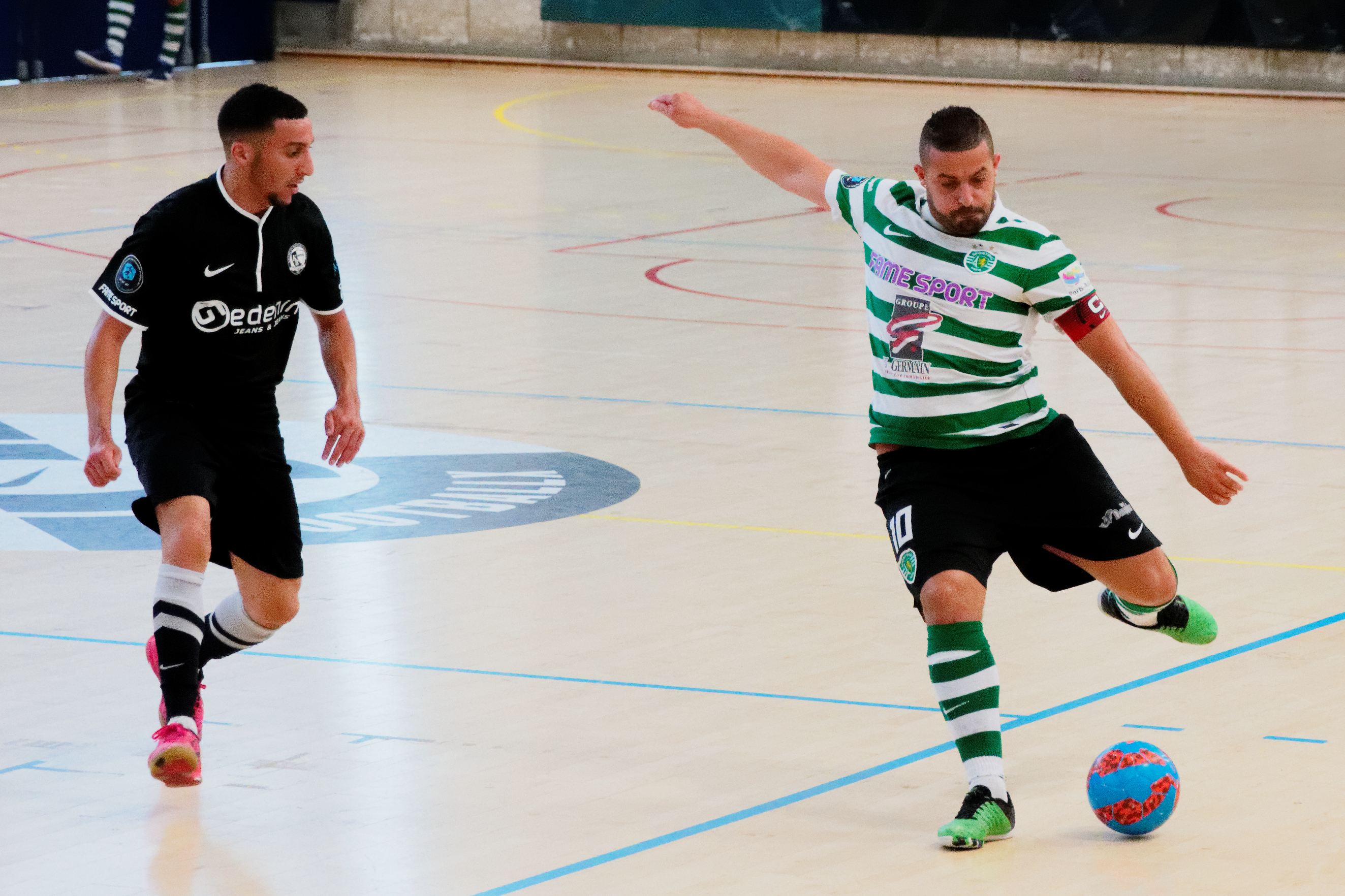

  - 우승 (4): 2010-11, 2011-12, 2012-13, 2013-14

- 국내컵
  - 우승 (4): 2010, 2011, 2012, 2013

## 같이 보기
- 샹피오나 드 프랑스 드 풋살